# Dziury w całym
Dziury w całym – książka autorstwa Stanisława Lema. Pierwszy raz wydana w 1997 nakładem wydawnictwa Znak. Książka jest zbiorem esejów i felietonów Lema drukowanych pierwotnie w „Tygodniku Powszechnym” w latach 1995–1997, w ramach serii „Świat według Lema”. Wybór i redakcja Tomasz Fiałkowski. Jest to bezpośrednia kontynuacja zbioru Lube czasy.

## Spis utworów
- I. Wieści z laboratorium
  - Transgeniczna mysz
  - Owca przed Jelcynem
  - Klonacja i biologiczne dogmaty
  - Geny opatentowane
  - Do PT Poprawiaczy i Pouczycieli
  - Wieści z Kosmosu
  - Maszynka do mięsa

- II. Strzeż się Internetu!
  - Cave Internetum
  - Czarnobylskie chmury
  - Raju nie widać
  - Zabawa w smoki
  - Napoleon z gaśnicą
  - Informatyczna wojna
  - Baśń o żelaznym wilku?

- III. Zanik dzieciństwa
  - Zanik dzieciństwa
  - Nowa era
  - Bez gorsetu
  - Rozrywka rozrywająca
  - Pokusy wiar fałszywych

- IV. Zło, cnota i przymus
  - Ludzie i goryle
  - Rozdroża
  - Pornografia i demokracja
  - Krew i sos pomidorowy
  - Wyznanie hipokryty
  - Gutenberg i igrzyska
  - Gruboskórce i nieczyste sumienie

- V. Powtórka z historii
  - Repetycja
  - Tragiczne akrobacje
  - Radioaktywne wino
  - Krwawy pochód
  - Irytacje i satysfakcje
  - Plamy na kamizelce
  - Etyczne dylematy
  - Spodeczki i filiżanki
  - Jubileusz i sprawy publiczne

- VI. Burzliwa pogoda
  - Bezbronni i bezwolni
  - Klimatyczna ruletka
  - Bieganina w pustce
  - Naiwne gdybania
  - Jeszcze jeden dylemat

- VII. W żywiole słowa
  - Powrót do Leśmiana
  - Butelka i gąsiorek
  - Na rubieżach języka
  - Język i polityka
  - Proza gęsto tkana
  - Klimat przeszłości i smak rzeczy
  - Obrona Sienkiewicza

- VIII. Awantury
  - Szczęśliwe zakończenie?
  - Apokalipsa i krzepienie serc
  - Przyćmiona dziedzina
  - Mniejsze zło
  - Co to jest elektorat?
  - Elegia na śmierć księgarni
  - Encyklopedyści
  - Encyklopedia i wyboje
  - Teologia, pyton i brzytwa
  - Ogólna teoria dziur